# NGC 6182
NGC 6182 est une galaxie spirale située dans la constellation du Dragon. Sa vitesse par rapport au fond diffus cosmologique est de 5 139 ± 10 km/s, ce qui correspond à une distance de Hubble de 75,8 ± 5,3 Mpc (∼247 millions d'al). NGC 6182 a été découverte par l'astronome germano-britannique William Herschel en 1789.
La classe de luminosité de NGC 6182 est I.
À ce jour, trois mesures non basées sur le décalage vers le rouge (redshift) donnent une distance de 53,500 ± 2,339 Mpc (∼174 millions d'al), ce qui est nettement à l'extérieur des valeurs de la distance de Hubble. Notons que c'est avec la valeur moyenne des mesures indépendantes, lorsqu'elles existent, que la base de données NASA/IPAC calcule le diamètre d'une galaxie et qu'en conséquence le diamètre de cette galaxie pourrait être d'environ 41,9 kpc (∼137 000 al) si on utilisait la distance de Hubble pour le calculer.